# 帕拉西奥斯德拉谢拉
帕拉西奥斯德拉谢拉，是西班牙卡斯蒂利亚-莱昂布尔戈斯省的一个市镇。总面积70平方公里，总人口874人（2001年），人口密度12人/平方公里。